# 眼轮匝肌
眼轮匝肌（orbicularis oculi）为椭圆环形而围绕眼裂外周的肌肉，分为眶部、睑部、泪囊部；其睑部是构成眼睑的主要肌肉，能产生闭眼的动作。
眼轮匝肌起源于鼻部分的额骨，从额上颌骨前的泪沟开始，包括眼睑内侧韧带，形成了一个广泛的薄层。眼睑的一部分肌肉较薄且为白色，源自不同的眼睑内侧韧带，并形成一系列同心曲线，插入到侧睑中缝的眼部外眼角中。内环部分较厚和且为红色，它的纤维形成一个完整的椭圆没有中断。在侧眼睑的连合纤维区域，上部的这部分配合額肌和皱眉肌。
卧蚕是一条4-7毫米紧临下睑缘的带状隆起，主要因眼轮匝肌的下睑板前部（inferior pretarsal portion）局部肥厚形成；因其横卧眼下，形似家蚕幼虫而得名。个体有无卧蚕主要和遗传有关。卧蚕在微笑或表情变化时，因肌肉收缩会更加明显。

## 圖片

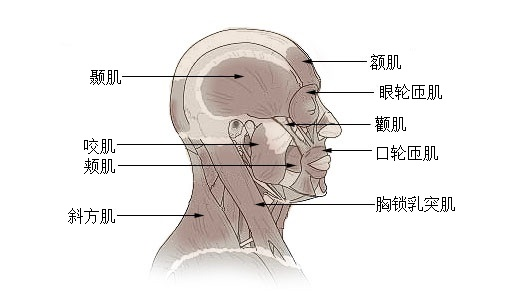
頭部和頸部的肌肉示意圖
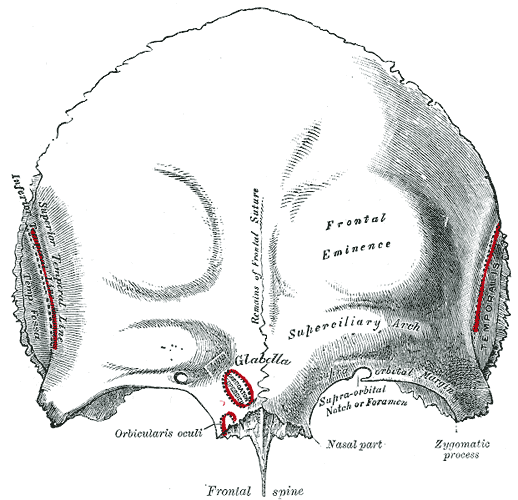
額骨外視圖
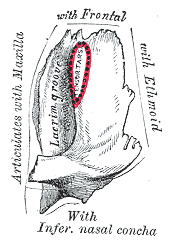
淚骨放大外視圖(左)
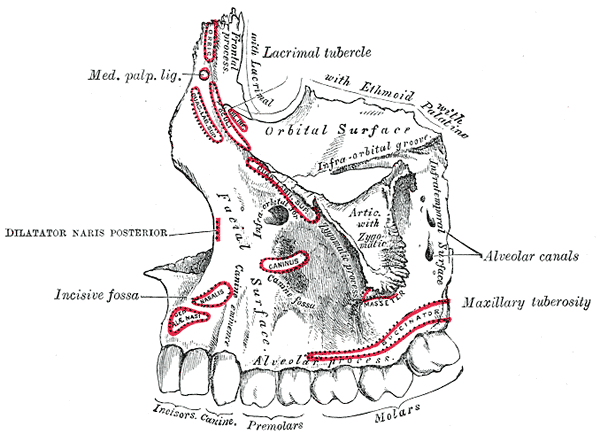
上頜骨外視圖(左)
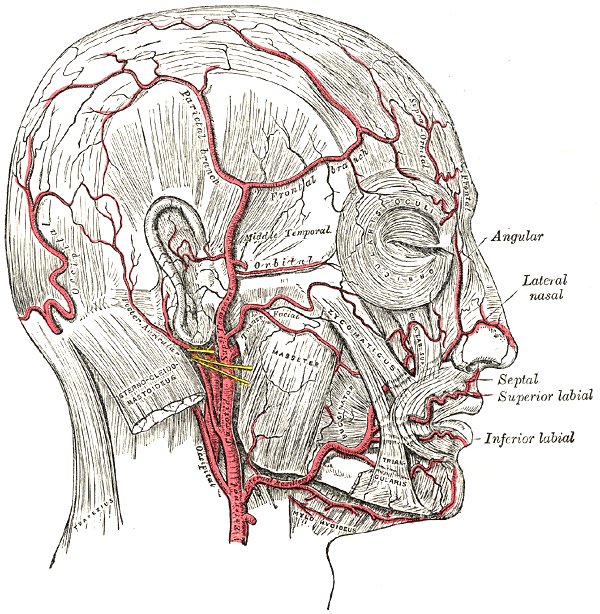
臉部和頭皮的動脈
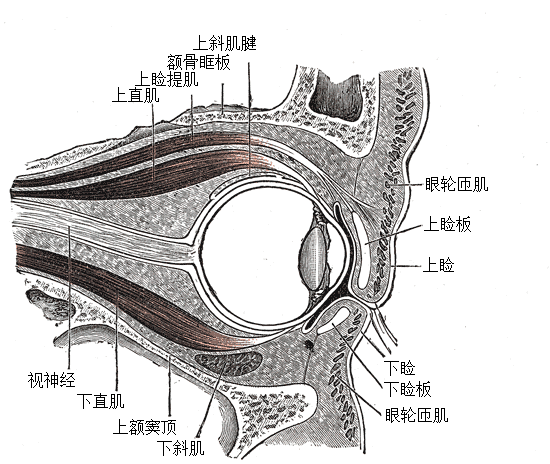
右眼窩的矢狀切面
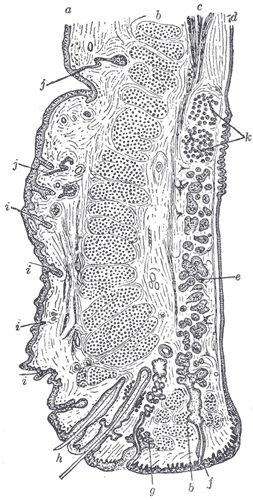
上眼瞼的矢狀切面

## 外部連結
- PTCentral

本條目包含來自屬於公共領域版本的《格雷氏解剖學》之內容，而其中有些資訊可能已經過時。